# آندره برتلو
آندره برتلو (انگلیسی: André Berthelot; ۲۰ مهٔ ۱۸۶۲ – ۶ ژوئن ۱۹۳۸) سیاستمدار، تاریخ‌نگار دینی، فیلسوف، اهل فرانسه بود. او دبیرکل دایرةالمعارف بزرگ بود که از جلد چهارم شروع شد. او همچنین یک بانکدار، یک پروفسور در تاریخ باستان، یک معاون رئیس مدرسه عالی و یکی از اعضای مدرسه روم بود. او رئیس مؤسس بانک صنعتی چین بود و تا زمان ورشکستگی بانک در سال ۱۹۲۱، هیئت مدیره آن را رهبری می‌کرد.